# ディエゴ・デ・サン・フランシスコ
ディエゴ・デ・サン・フランシスコ（Diego de San Francisco、1575年頃 - 没年不詳）は、江戸時代初期に来日したスペインのフランシスコ会宣教師である。

## 経歴・人物
カスティーリャ地方のカスティーリャ＝ラ・マンチャ州のシウダー・レアル県のメンブリージャに生まれる。その後はフランシスコ会士となり、1605年にスペインを離れ翌1606年スペイン領東インド（現在のフィリピン）に到着しマニラにて布教活動を行った。1612年（慶長17年）に日本に派遣され来日し、京都にて日本語を学ぶ。1614年（慶長19年）にキリシタン追放令により長崎に送還されるが、サン・フランシスコはこれを拒否し変装して京都に戻り逃亡した。その後は江戸に入り、同じフランシスコ会士であったルイス・ソテロが建てた教会堂附属癩病院に勤務する。
しかし1615年（元和元年）に再度捕縛され投獄されたが、スペイン貿易に携わった旗本の向井忠勝（将監）の斡旋により釈放されディエゴ・デ・サンタ・カタリナに随行する形でメキシコに追放処分となった。1618年（元和4年）に遣外管区長としてマニラを経て長崎に来航し再来日を果たし、1620年（元和6年）に江戸に約7ヵ月間滞在する。その後は再度長崎に戻り、1626年（寛永3年）から1629年（寛永6年）東北地方を中心に日本各地で布教活動を行った。布教活動が終了した同年から3年間は大坂に滞在されたとみられているが、以後の消息は不明である。

## 著書
- 『ディエゴ・デ・サン・フランシスコ報告書』- 後に浦川和三郎によって翻訳[2]。
- 『ディエゴ・デ・サン・フランシスコ報告・書簡集』- 後に佐久間正によって翻訳[2]。